# Aerva revoluta
Aerva revoluta är en amarantväxtart som beskrevs av Isaac Bayley Balfour. Aerva revoluta ingår i släktet Aerva och familjen amarantväxter. Inga underarter finns listade i Catalogue of Life.